# Comet (Walygator Grand Est)
Pour les articles homonymes, voir Comet.
Comet est un parcours de montagnes russes en métal de Walygator Grand Est à Maizières-lès-Metz en Lorraine. Ouvertes le 9 mai 1989, elles sont construites par Vekoma pour le parc Big Bang Schtroumpf.

## Histoire
Comet ouvre sous le nom de Comet Space le 9 mai 1989 en même temps que le parc nommé à l'époque Big Bang Schtroumpf. L'attraction est située alors dans la zone Metal Planet, aujourd'hui renommée Space World. Il est un temps envisagé que l'attraction s'appelle Astron.
Les montagnes russes sont construites par Vekoma. Lors de son ouverture, l'attraction est le seul exemplaire du modèle Hurricane. Un deuxième circuit de montagnes russes Hurricane est fabriqué et inauguré en 1996 dans le parc américain Six Flags Fiesta Texas. En fonction jusqu'en 2001, il déménage en 2003 à Six Flags New Orleans. Celui-ci est fermé depuis le passage dévastateur de l'ouragan Katrina, en 2005. Comet est à nouveau le seul exemplaire du modèle Hurricane.
À la suite du changement de nom du parc pour Walygator Parc en 2007, le parcours de montagnes russes est renommé Waly Coaster en 2008. La même année, il a droit à de nouvelles peintures.
En 2013, deux cheminées des anciens laminoirs d'Hagondange qui faisaient partie des décors sont retirées. Situées au centre de la vrille, elles étaient un hommage à la sidérurgie. C'est en 2014 que l'attraction est baptisée Comet.

## Parcours
Le train sort de la gare, monte le lift hill à chaîne, fait un demi-tour vers la droite puis entame la première descente. Il fait ensuite un looping vertical puis remonte avant de refaire un demi-tour vers la droite. Ensuite, le train fait un double tire-bouchon. Après une spirale, le train arrive sur les freins de fin de parcours. Il fait un dernier demi-tour à droite et arrive à la gare.

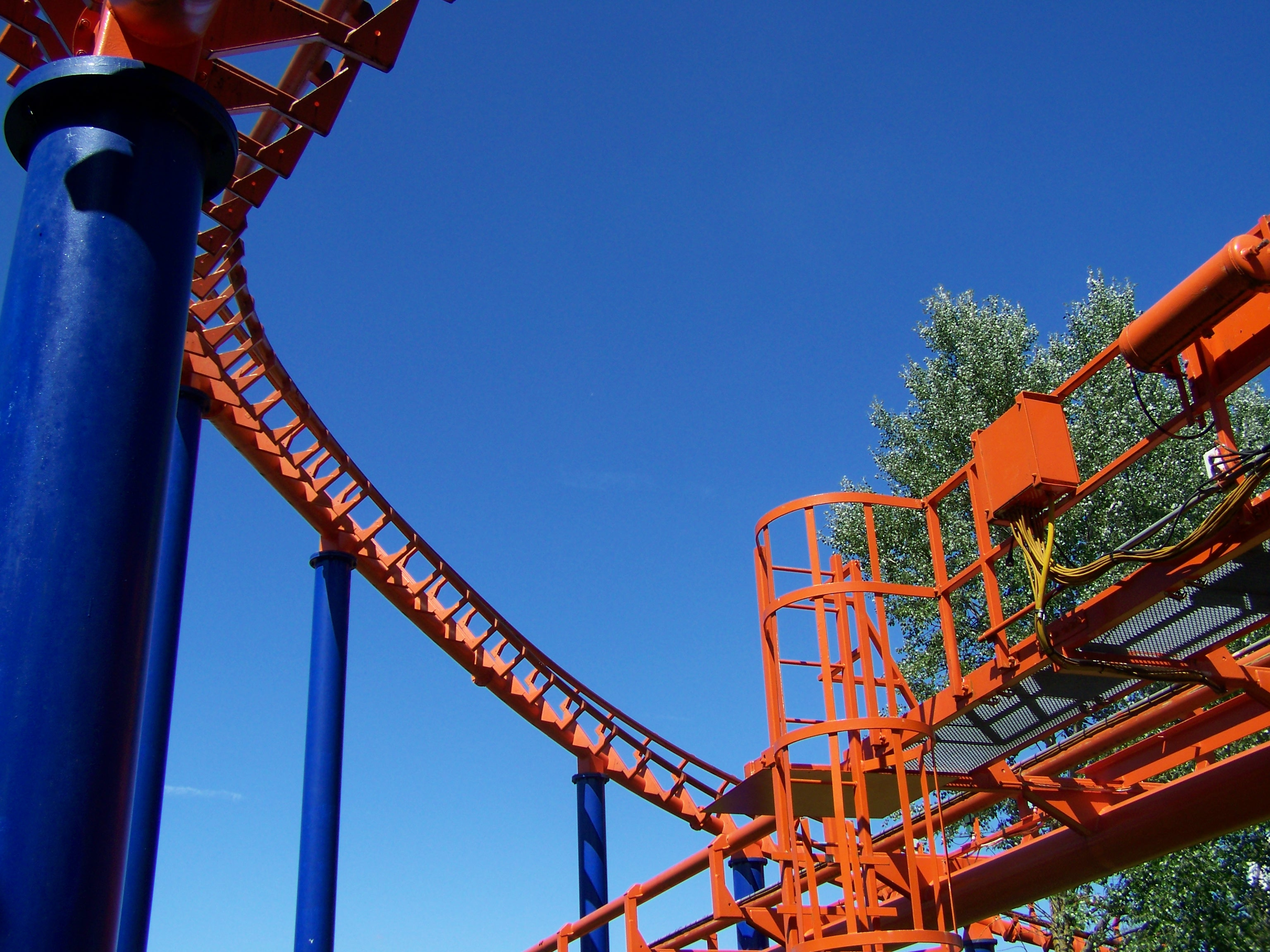
Virage à droite.
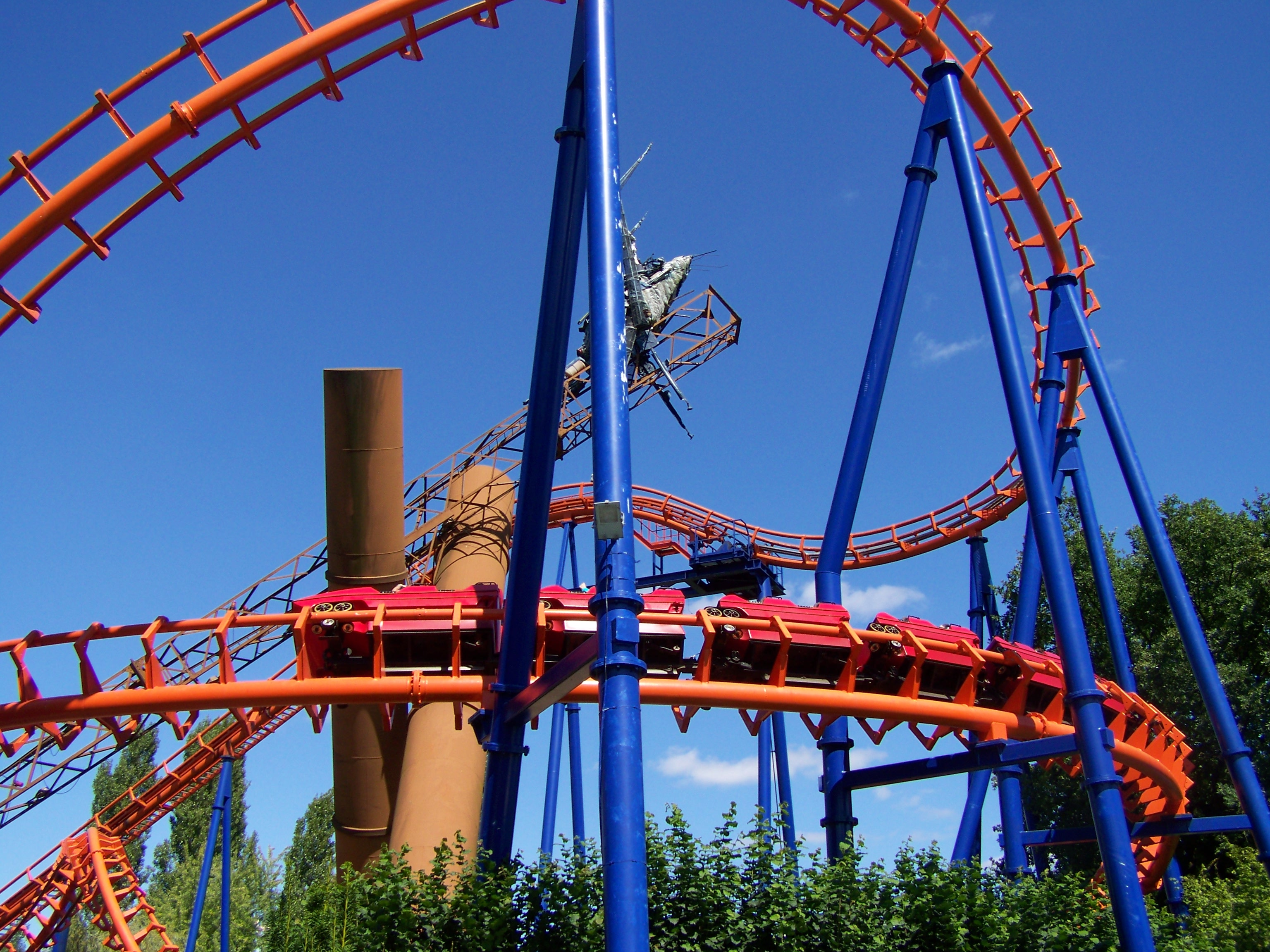
Comet, son train et les deux cheminées.
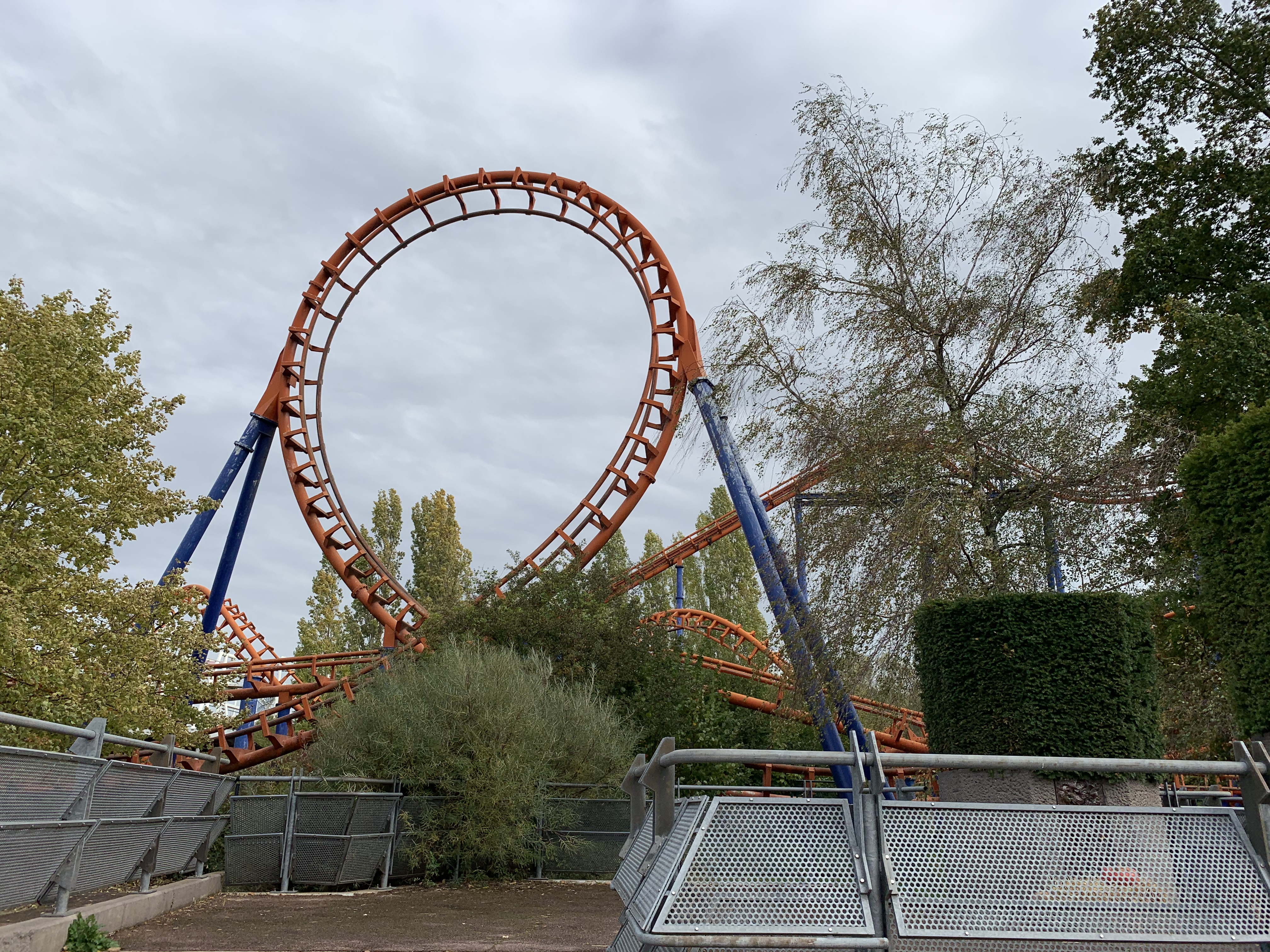
Looping vertical.

## Trains
L'attraction dispose d'un train fabriqué par Arrow et composé de sept voitures présentant deux rangées de deux sièges sécurisés par des harnais. Il peut donc accueillir 28 passagers. Il existait deux trains les premières années.
Sous Big Bang Schtroumpf, la couleur du train est bleue avec une bande blanche. Les rails sont blancs et les supports verts. Le train est rouge avec une bande jaune pour la saison 1991 et l'ouverture de Walibi Schtroumpf. Au début des années 2000, il reçoit des couleurs orangées. En 2008, lors de son changement de nom, le train est repeint en rouge, les rails en orange et les supports en bleu.

## Palmarès
Les montagnes russes Comet étaient les montagnes russes en métal les plus compactes d'Europe à leur ouverture,.